# Анатомия страсти (сезон 1)
Первый сезон американской телевизионной медицинской драмы «Анатомия страсти» был анонсирован в конце 2004 года телекомпанией American Broadcasting Company (ABC). Трансляция первого сезона началась 27 марта 2005 года, а финал сезона был показан 22 мая 2005 года. В первом сезоне планировалось показать 14 эпизодов, но в итоге телеканал решил сократить их количество до девяти, а остальные были показаны как часть второго сезона.

## Сюжет
Сюжет сезона и сериала начинается с того, как Мередит Грей поступает на стажировку в больницу «Сиэтл Грейс», и последующие несколько эпизодов в первую очередь фокусируются на первых неделях работы стажеров под наставничеством Бэйли, начавшихся отношениях Мередит с
Дереком Шепардом и проблемах её матери Элис, у которой болезнь Альцгеймера. Также значительное внимание в первом сезоне уделяется соперничеству Шеппарда и Берка, отношениям Берка с Янг и попыткам Стивенс быть признанной как профессиональный врач, желая скрыть своё прошлое. Сезон заканчивается прибытием бывшей жены Шеппарда — Эддисон Монтгомери.

## Актёры и персонажи
- Эллен Помпео — Мередит Грей
- Сандра О — Кристина Янг
- Кэтрин Хайгл — Иззи Стивенс
- Джастин Чэмберс — Алекс Карев
- Т. Р. Найт — Джордж О’Мэлли
- Чандра Уилсон — Миранда Бейли
- Джеймс Пикенс мл. — Ричард Веббер
- Исайя Вашингтон — Престон Бёрк
- Патрик Демпси — Дерек Шепард

## Эпизоды
| № общий | № в сезоне | Название                                                             | Режиссёр          | Автор сценария                        | Дата премьеры  | Зрители в США (млн) |
| --- | ---------- | -------------------------------------------------------------------- | ----------------- | ------------------------------------- | -------------- | ------------------- |
| 1 | 1          | «A Hard Day's Night» «Вечер трудного дня»                            | Питер Хортон      | Шонда Раймс                           | 27 марта 2005  | 16,25               |
| Знакомьтесь с Мередит Грей. Она - интерн-первогодка в Госпитале Сиэтл Грейс, где работает с несколькими яркими личностями. Мередит в шоке, когда узнаёт, что парень, с которым она провела предыдущую ночь, является её начальником.                                                                    |            |                                                                      |                   |                                       |                |                     |
| 2 | 2          | «The First Cut Is the Deepest» «Первая рана всегда самая глубокая»   | Питер Хортон      | Шонда Раймс                           | 3 апреля 2005  | 17,71               |
| Молодая женщина цепляется за жизнь после зверского нападения, но хирурги настроены оптимистично. Мередит рискует своей карьерой, чтобы спасти новорождённого; она берет на себя ответственность за объект, о котором она никогда не пожелала бы заботиться.                                             |            |                                                                      |                   |                                       |                |                     |
| 3 | 3          | «Winning a Battle, Losing the War» «Выиграть битву, проиграть войну» | Тони Голдуин      | Шонда Раймс                           | 10 апреля 2005 | 17,99               |
| Во время ежегодных велосипедных гонок велосипедист сбивает одного пешехода практически насмерть, молодые специалисты Кристина и Иззи оказываются перед эмоциональным кризисом совести: как долго придется ждать прежде, чем они начнут собирать его органы?                                             |            |                                                                      |                   |                                       |                |                     |
| 4 | 4          | «No Man's Land» «Ничья территория»                                   | Адам Дэвидсон     | Джеймс Д. Пэрриот                     | 17 апреля 2005 | 19,18               |
| В то время как Джордж практически не ощущает себя мужчиной из-за того, что Иззи и Мередит относятся к нему как к сестре, Иззи назначают к пациенту, стоящему на пороге потери своей мужественности. |            |                                                                      |                   |                                       |                |                     |
| 5 | 5          | «Shake Your Groove Thing» «Встряхнись!»                              | Джон Дэаид Коулс  | Энн Гамильтон                         | 24 апреля 2005 | 17,90               |
| Мередит понимает, что она должна взять на себя большую ответственность, когда ей говорят, что её мать должна передать все своё имущество ей. Иззи готовится к вечеринке для своего друга Хэнка, а Мередит принимает участие в своей первой операции на сердце.                                          |            |                                                                      |                   |                                       |                |                     |
| 6 | 6          | «If Tomorrow Never Comes» «Если завтра не наступит»                  | Скотт Брэзил      | Криста Вернофф                        | 1 мая 2005     | 17,88               |
| Иззи пытается заставить Джорджа набраться храбрости и пригласить Мередит на свидание. В больницу поступает пациентка с опухолью гигантских размеров. |            |                                                                      |                   |                                       |                |                     |
| 7 | 7          | «The Self-Destruct Button» «Кнопка самоуничтожения»                  | Дарнелл Мартин    | Кип Коининг                           | 8 мая 2005     | 18,86               |
| Мередит и Дерек продолжают встречаться, но пытаются быть очень осмотрительными. Джордж думает, что анестезиолог выпивает перед операцией, но боится рассказать об этом. У Кристины грипп, но она все ещё пытается сохранить свой обычный ритм работы.                                                   |            |                                                                      |                   |                                       |                |                     |
| 8 | 8          | «Save Me» «Спаси меня!»                                              | Сара Пия Андерсон | Мими Шмир                             | 15 мая 2005    | 18,33               |
| Мередит понимает, что она совершенно ничего не знает о жизни Дерека. Алекс лечит пациента, религиозные убеждения которого мешают ходу лечения. Иззи хочет снова начать общаться с матерью после многих лет молчания.                                                                                    |            |                                                                      |                   |                                       |                |                     |
| 9 | 9          | «Who's Zoomin' Who?» «Как узнать чужой секрет?»                      | Венди Станцлер    | Габриэль Стэнтон и Гарри Верксмен мл. | 22 мая 2005    | 22,22               |
| Вспышка венерических заболеваний затронула и персонал больницы. Кристина и Иззи помогает пациенту, жена и дочь которого разошлись во мнениях. Один из пациентов Берка оказывается его приятелем по колледжу. Мередит и Дерек становятся очень близки друг другу, пока не открывается шокирующая правда. |            |                                                                      |                   |                                       |                |                     |

## Выпуск на DVD
| Анатомия страсти: Полный первый сезон                                                                              | | | | | |
| Детали комплекта                                                                                                   | Детали комплекта                                                                                                   | Детали комплекта                                                                                                   | Особенности | Особенности | Особенности |
| - 9 эпизодов (1 расширенный) - Комплект из 2-х дисков - Английский (Dolby Digital 5.1 Surround) - Аудиокомментарии | - 9 эпизодов (1 расширенный) - Комплект из 2-х дисков - Английский (Dolby Digital 5.1 Surround) - Аудиокомментарии | - 9 эпизодов (1 расширенный) - Комплект из 2-х дисков - Английский (Dolby Digital 5.1 Surround) - Аудиокомментарии | - Под скальпелем: За кадром «Анатомии страсти» - Анатомия пилотного эпизода - Вскрытие «Анатомии страсти» - Пилотный эпизод — Шонда Раймс и Питер Хортон - Пилотный эпизод — Сандра О, Кэтрин Хайгл и Т. Р. Найт - Альтернативный заглавный трек - Авангардный трейлер | - Под скальпелем: За кадром «Анатомии страсти» - Анатомия пилотного эпизода - Вскрытие «Анатомии страсти» - Пилотный эпизод — Шонда Раймс и Питер Хортон - Пилотный эпизод — Сандра О, Кэтрин Хайгл и Т. Р. Найт - Альтернативный заглавный трек - Авангардный трейлер | - Под скальпелем: За кадром «Анатомии страсти» - Анатомия пилотного эпизода - Вскрытие «Анатомии страсти» - Пилотный эпизод — Шонда Раймс и Питер Хортон - Пилотный эпизод — Сандра О, Кэтрин Хайгл и Т. Р. Найт - Альтернативный заглавный трек - Авангардный трейлер |
| Даты релиза | | | | | |
| Регион 1 | Регион 1 | Регион 2 | Регион 2 | Регион 4 | Регион 4 |
| 14 февраля 2006 | 14 февраля 2006 | 11 октября 2006 | 11 октября 2006 | 26 апреля 2006 | 26 апреля 2006 |